# Margherita Chiavaro
Margherita Chiavaro (Catania, 18 giugno 1979) è una pallavolista e giocatrice di beach volley italiana.
In coppia con Manuela Malerba, è stata campionessa italiana di beach volley nel 2003 e vicecampionessa nel 2005 e nel 2008.

## Carriera

### Pallavolo indoor
In campionato indoor, Chiavaro gioca come schiacciatrice. Ha giocato con il Volley Team Giarre, la Catania Volley nel 1997-98 (Serie B1), con le Amazzoni Agrigento nel 1998-99 (sempre in B1), con la Pasta Gallo Lercara Friddi dal 1999 al 2001 (in B1 e in A2, in quest'ultimo caso da libero) e con il Montenapoleone Cutrofiano (LE) nel 2001-02 (in B1); nel 2002-2003 con Telecom Brindisi (in B2); nel 2003-04 è con La Pietra di Comiso (in B2) e nel 2004-05 con il Kamarina Vittoria (in B2); nel 2005-06 e 2006-07 ha giocato ancora in B2 con il Team Volley Catania TTTLines-Lesv Piaggio Catania. Nel 2007-08 e 2008-09 con il Team Volley Priolo (in B2). Nel 2009–2010 è stata ingaggiata dalla squadra Catanese Messaggerie Orizzonte Tremestieri squadra candidata alla Serie B1 in cui fa un bel tandem d'attacco con la palermitana Eleonora Milici. . Nella stagione 2012-2013 viene ingaggiata dalla Hobbit Scordia . 

### Beach volley
Per il beach volley, Chiavaro inizia nel 1997, partecipando ad alcune tappe del Circuito Italiano, giungendo al massimo a due quarti posti nel 1998 e nel 1999 in coppia con Ivana Privitera. Nel 2000, con Federica Tonon arriva due volte terza. Nel 2001 passa con Manuela Malerba, con cui conquista un terzo posto nel campionato italiano. Nello stesso anno,dal 6 al 9 settembre, partecipano al campionato europeo di beach volley a Jesolo. Salta il 2002 per infortunio e nel 2003 torna sulla sabbia e vince le finali scudetto a Cagliari con Manuela contro la coppia Marini-Isidori 2-0.Nel 2004 la coppia conclude al terzo posto assoluto e nel 2005 sono ancora in finale, ma vengono battute da Laura Bruschini e Diletta Lunardi. Sempre nel 2005 ottengono il terzo posto nel torneo internazionale Satellite di Alba Adriatica contro la coppia della Repubblica Ceca Felbabova e 5897 Novotná, il primo posto al torneo internazionale Satellite di Vasto contro l'ex coppia azzurra Lucilla Perrotta e Diletta Lunardi e un altro primo posto all'Open di Fermo. Nel 2006, dopo aver dominato tutte le fasi, stabilendo il record ad oggi imbattuto di quattro vittorie consecutive di tappa del Campionato Italiano, cedono ai quarti di finale e il campionato viene vinto da Lucilla Perrotta e Daniela Gattelli.. Nel 2007, in coppia con Nellina Mazzulla, ottiene tre podi su cinque tappe: due bronzi e un argento. Nel 2008, nuovamente in coppia con Manuela Malerba, conquista quattro podi nel campionato italiano: tre terzi posti e l'argento assoluto in finale scudetto, dopo aver battuto in semifinale per 2 a 0 le campionesse italiane uscenti Daniela Gioria e Giulia Momoli.
Sempre nel 2008, in coppia con Diletta Lunardi, ottiene il secondo posto al torneo internazionale Satellite di El Alamein.